# Carminita
La carminita es un arseniato de hierro y plomo con hidroxilos. Fue descrita como una especie mineral a partir de ejemplares obtenidos en la mina Louise Bürdenbach, Altenkirchen, Renania-Palatinado (Alemania), que consecuentemente es su localidad tipo. El nombre asignado, inicialmente Karminspath, se debe a su color carmín, muy evidente y que hace destacar a esta especie en las paragénesis en las que se encuentra. Posteriormente se modificó el nombre a carminita.

## Propiedades físicas y químicas
La carminita tiene un color típico, apareciendo habitualmente como cristales lanceolados o acuminados, lo que hace relativamente sencillo distinguirla de otros arseniatos. Los cristales suelen ser de tamaño pequeño, milimétrico, aunque se conocen cristales de hasta 1 cm.  También aparece como tapices de cristales extremadamente pequeños, con aspecto aterciopelado. Es blanda, de densidad relativamente elevada y soluble en ácidos. Además de los elementos de su fórmula, puede contener pequeñas cantidades de calcio, fósforo y aluminio. La carminita (rómbica) es dimorfa con la mawbyta (monoclínica). Con el mismo tipo de estructura que la carminita, la sewardita es el análogo con calcio en lugar de plomo y la crimsonita el anaólogo con fosfato en lugar de arseniato.

## Yacimientos
La carminita es un mineral relativamente difundido, conociéndose en unas 200 localidades, aunque aparece siempre en cantidades pequeñas. Formado por la alteración de asociaciones complejas de sulfuros y arseniuros, suele aparecer asociada a otros arseniatos, como  segnitita, beudantita, escorodita y mimetita, en cavidades de cuarzo filoniano, sobre cristales de este mineral. Una localidad clásica es la mina Ojuela, en Mapimi, Durango (México), una de las localidades en las que primero se descubrió tras la localidad tipo, y en la que aparece como microcristales asociada a escorodita o a arseniosiderita. También se encuentra en algunas minas en el municipio de Caborca, Sonora. En España se ha encontrado en varias localidades; los mejores ejemplares proceden de la mina San Nicolás, en Valle de la Serena (Badajoz), apareciendo también en el Cerro de las Cogullas, Losacio (Zamora), y en la mina La Sultana, en Gomesende (Orense).